# 城关街道 (合阳县)
城关街道，是中华人民共和国陕西省渭南市合阳县下辖的一个街道办事处。
2015年，陕西省民政厅批复同意撤销合阳县城关镇，设立城关街道办事处，将坊镇曹家坡、段家洼、西卓子、南知堡、白灵、麻家庄、殿下、马家岭、大原头、田家河、杨家坡、前咀、西里、临皋、北知堡、耀贤、后咀、新庄、项村、孟家庄、鹅毛、中马庄22个村划归城关街道办事处。

## 行政区划
城关街道下辖以下地区：
泰山社区、环北社区、金水社区、花园社区、堡崖村、东街村、西街村、南街村、北街村、南伍中村、七里村、雷家洼村、安家庄村、中原头村、王家庄村、南庄头村、太乐村、大庄头村、水车头村、官庄村、顾贤村、康家坡村、东庄子村、安阳村、平政村、席家坡村、大郭村、西郭村、刘家庄村、百里村、西百里村、南楼村、车阳河村、杨家河村、南百坂村、北百坂村、刘家岭村、南知堡村、北知堡村、白灵村、西卓子村、前咀村、后咀村、杨家坡村、曹家坡村、段家洼村、殿下村、临皋村、西里村、马家岭村、大原头村、田家河村、鹅毛村、中马庄村、孟家庄村、麻家庄村、项村、叱家新庄村和耀贤村。